# Hrvatska kadetska rukometna reprezentacija
Hrvatska kadetska rukometna reprezentacija predstavlja Hrvatsku na međunarodnim natjecanjima za igrače u toj dobnoj kategoriji. Krovna organizacija je Hrvatski rukometni savez. Dvostruki su europski (2005. i 2011.) i svjetski prvaci (2010. i 2014.).

## Postignuća
Pobjedom nad Mađarskom, Tunisom i domaćinom Francuskom, Hrvatska je početkom studenoga 2023. obranila naslov pobjednika turnira „Tiby Handball”. Antonio Berislav Tokić izabran je za najkorisnijega igrača turnira, a Josip Tomić bio je najbolji strijelac turnira.
Na Europskom prvenstvu u Crnoj Gori 2024. Hrvatska je zauzela 13. mjesto.

## Sastavi

### EP 2003.
Održano u Beogradu.
Izbornik: Vladimir CanjugaPomoćni trener
Igrači: Ivan Čupić, Blažević, Željko Musa, Marko Kopljar...

### EP 2005.
Izbornik: Irfan Smajlagić
Igrači: Domagoj Duvnjak, Ivan Pešić, Manuel Štrlek...

### SP 2010.
Igrači do 19 godina. Prvenstvo održano u Tunisu.
Izbornik: Vladimir Canjuga
Igrači: Marić, Luka Stepančić, Huđ...

### EP 2011.
Igrači do 18 godina. Održano u Crnoj Gori.
Izbornik: Silvio Ivandija; pomoćni trener: Ivano Balić
Igrači: Filip Ivić (vratar, CO Zagreb), Matej Ašanin (Izviđač), Luka Prezelj (Karlovačka banka), Petar Mucić (Izviđač), Mijo Tomić (Izviđač), Filip Celić (CO Zagreb), Ivan Sršen (Metković), Dominik Smojver (Karlovačka banka), Teo Čorić (Poreč), Mirko Herceg (Izviđač), Stipe Mandalinić (EMC Split), Ante Kaleb (Dugo Selo), Šime Ivić (EMC Split), Ivan Horvat (Bjelovar), Filip Štembal (CO Zagreb), Luka Šebetić (CO Zagreb)
Pobjeda u završnici nad Španjolskom 27:26.
Najbolji igrač prvenstva: Ante Kaleb
Član idealne sedmorice: Teo Čorić

### SP 2014. Švicarska
Igrači od 15 do 19 godina.
Izvori:
Izbornik
- Vedran Ćurak

Pomoćni trener
Ivano Balić
Blaženko Lacković
Trener golmana
Vlado Šola
Mirko Alilović
Igrači: Luka Mrakovčić (PPD Zagreb), Kristijan Bećiri (MRK Ivanić), Josip Božić Pavletić (EMC Split), Ante Grbavac (Bjelovar), Ivan Vida (RK Sesvete), Lovro Mihić (PPD Zagreb), Marin Buneta PPD Zagreb), Marko Mamić PPD Zagreb), Danijel Preradović (RK Sisak), Leon Vučko (RK Sisak), Lovro Jotić (RK Sisak), Ante Kuduz RK Sisak), Darijo Cvitković (vratar) (PPD Zagreb), Denis Grahovac (vratar) (RK Sisak), Boris Mudrinjak (vratar) (MRK Ivanić)
Kapetan: Marko Mamić; dokapetan: Danijel Preradović.
Najbolji strijelci na prvenstvu: Marko Mamić 32 golova, Danijel Preradović 30 golova, Luka Mrakovčić 25 golova, Ivan Vida 24 golova, Kristijan Bećiri 22 golova, Josip Božić Pavletić 21 gol, Ante Grbavac 20 golova, Marin Buneta 18 golova, Lovro Mihić 17 golova, Leon vučko 15 golova, Ante Kuduz 11 golova, Lovro Jotić 10 golova
Svjetski prvaci 2014.
Pobjeda u završnici nad Danskom 32:30
Najbolji igrač prvenstva: Marko Mamić s 32 postignutih golova, prvi igrač koji je postigao najviše golova na svjetskom prvenstvu u mlađim uzrastima, nakon njega je Talijan Janluiggi Cavezzi s 31 postignutim golom na prvenstvu u Mađarskoj 2002.

### EP 2016.
Igrano u Švicarsoj od 1. do 30. kolovoza 2016.
Izbornik: Josip Čulak
Pomočni treneri: Ivano Balić, Blaženko Lacković
Treneri golmana: Vlado Šola, Mirko Alilović
Igrači: Luka Mrakovčić (PPD Zagreb), Kristijan Bećiri (MRK Ivanić), Josip Božić Pavletić (EMC Split), Ante Grbavac (Bjelovar), Ivan Vida (RK Sesvete), Lovro Mihić (PPD Zagreb), Marin Buneta PPD Zagreb), Marko Mamić (PPD Zagreb), Danijel Preradović (RK Sisak), Leon Vučko (RK Sisak), Lovro Jotić (RK Sisak), Ante Kuduz (RK Sisak), Darijo Cvitković (vratar) (PPD Zagreb), Denis Grahovac (vratar) (RK Sisak), Boris Mudrinjak (vratar) (MRK Ivanić)
Kapetan: Danijel Preradović; dokapetan: Luka Mrakovčić